# J.R.D. Tata
Jehangir Ratanji Dadabhoy Tata (ur. 29 lipca 1904 w Paryżu, zm. 29 listopada 1993 w Genewie) – przedsiębiorca indyjskiego pochodzenia; właściciel Tata Group.

## Życiorys
J.R.D. Tata urodził się w Paryżu 29 lipca 1904. Jego matka Soonia była Francuzką, a ojciec Jamsetji Tata pochodził z rodziny indyjskich przedsiębiorców, właścicieli Tata Group – największego konglomeratu biznesowego w Indiach Brytyjskich. Dzieciństwo spędził we Francji, gdzie podczas wakacji poznał pioniera lotnictwa Louisa Blériota i odbył razem z nim swój pierwszy lot. Spotkanie rozpaliło w małym chłopcu zamiłowanie do samolotów, co odbije się na jego późniejszej karierze.
Ukończył studia we Francji, Japonii i Anglii, jednak ścieżkę edukacji przerwał obowiązek odbycia rocznej służby we francuskim wojsku. Mężczyzna chciał przedłużyć swój pobyt w armii, aby odbyć szkolenie w szkole jeździeckiej, jednak ojciec na to nie pozwolił. Po wyjściu z wojska powrócił na studia w Cambridge, aby zdobyć dyplom inżyniera, jednak nie dokonał tego. Ponownie wpływ ojca zmusił go do rezygnacji z planów. Miał bowiem przeprowadzić się do Indii, aby przejąć rodzinny biznes.
W 1929 r. zrzekł się francuskiego obywatelstwa.

## Kariera
W grudniu 1925 przybył do Indii i rozpoczął bezpłatną praktykę w Tata. Rok później zmarł jego ojciec, więc objął jego miejsce w zarządzie Tata Sons, mając zaledwie 22 lata. W tym samym roku (1929) zdobył licencję pilota zawodowego, jako pierwsza osoba w Indiach i indyjskiego pochodzenia.
Od 1930 r. Tata Group pod przewodnictwem J.R.D. pracowała nad uruchomieniem usługi lotniczej łączącej Bombaj, Ahmedabad i Karaczi. Pierwszy lot w ramach tego planu odbył się w 1932 rozpoczynając działalność Tata Aviation Service, przekształconego z Tata Airlines i Air India.
J.R.D. Tata obejmował stanowisko członka zarządu przez ponad 50 lat. W tym czasie Tata Group rozszerzyło swoją działalność o sektory zajmujące się produkcją chemikaliów, samochodów, technologii informacyjnej oraz herbaty.